# The Seeds of Doom
The Seeds of Doom (Les graines de la malédiction) est le quatre-vingt-cinquième épisode de la première série de la série télévisée britannique de science-fiction Doctor Who. Dernier épisode de la treizième saison, l'épisode fut originellement diffusé en six parties, du 31 janvier au 6 mars 1976. Il est connu pour être le point d'orgue de l'ambiance gothique de la série initiée par le producteur Philip Hinchcliffe et le scénariste Robert Holmes.

## Résumé
Une expédition en antarctique découvre deux balises que le Docteur identifie comme étant d'origine Krynoïd. L'un d'eux germe transformant les humains en plante carnivore vivantes.

## Distribution
- Tom Baker — Le Docteur
- Elisabeth Sladen — Sarah Jane Smith
- Tony Beckley — Harrison Chase
- Kenneth Gilbert — Richard Dunbar
- Michael Barrington — Sir Colin Thackeray
- Sylvia Coleridge — Amelia Ducat
- John Challis — Scorby
- Mark Jones — Arnold Keeler/Voix des Krynoids
- Seymour Green — Hargreaves
- Michael McStay — Derek Moberley
- Hubert Rees — John Stevenson
- John Gleeson — Charles Winlett
- Ian Fairbairn — Docteur Chester
- John Acheson — Major Beresford
- Ray Barron — Sergent Henderson
- Alan Chuntz — Chauffeur
- David Masterman — Chef des Gardes
- Harry Fielder — Garde

## Résumé
En antarctique, une expédition composée de trois scientifiques, Charles Winlett, Derek Moberley et John Stevenson découvre dans la glace une mystérieuse balise florale qui serait restée intacte depuis des milliers d'années. Ils font part de leur découverte au Bureau Mondial de l'Écologie et l'un de leurs employés, Richard Dunbar, informe le Docteur de cette découverte et lui demande d'enquêter. Partant en expédition avec Sarah Jane le Docteur découvre que la plante semble avoir infecté Charles Winlett, son corps s'étant recouvert de lianes. Le Docteur explique que cette plante est en réalité un Krynoïd, une plante alien qui mange ce qui est organique et transforme ceux qui la touche en krynoïd à leur tour. En creusant dans la glace, le Docteur trouve une autre balise.
En Angleterre, Dunbar informe un millionnaire, Harrison Chase, de la découverte de cette plante d'origine extra-terrestre. Celui-ci envoie deux hommes, Scorby et Keeler afin de récupérer la balise. Peu de temps après leur arrivée, Moberley est tué par Winlett dorénavant transformé en Krynoïd. Le Docteur, Sarah Jane et Stevenson tentent de le poursuivre mais celui-ci réussit à s'enfuir. À leur retour, ils se font braquer par Scorby et Keeler qui s'enfuient après avoir pris la seconde balise. Stevenson se fait tuer par Winlett, puis Scorby fait exploser la base, laissant le Docteur et Sarah pour mort. Ils sont néanmoins récupérés par une équipe de secours et repartent en Angleterre afin de récupérer la seconde balise, dorénavant entre les mains d'Harrison Chase. Mais celui-ci ne se laisse pas faire et il tente de piéger le Docteur et Sarah en leur envoyant un chauffeur qui s'avère être un homme de main. Ils parviennent toutefois à retrouver la trace de Chase grâce à une peinture qu'il a laissé dans sa voiture.
Peu de temps après s'être introduit dans la demeure de Chase, Sarah se fait repérer et Chase tente de l'utiliser comme sujet d'expérimentation face à la balise Krynoïd. Elle parvient à s'enfuir grâce à l'aide du Docteur, et ce sera Keeler qui sera touché. Le Docteur se fait repérer et est prêt à être tué dans une machine à compost, mais la créature Krynoïd qu'est devenu Keeler sème la panique assez longtemps pour que Sarah puisse le délivrer. Pendant ce temps, Dunbar et un autre membre du bureau, Sir Colin hésitent à appeler UNIT. Dunbar tente de raisonner Chase, n'y parvient pas et se fait tuer par le Krynoïd en repartant.
Le Docteur, Sarah, Scorby et deux gardes se retrouvent coincés dans une dépendance lorsque le Krynoid demande au Docteur de se rendre. Celui-ci fait déjà la taille d'un immeuble. Scorby parvient à l'éloigner en utilisant un cocktail Molotov, ce qui permet au Docteur de s'enfuir pour prévenir Sir Colin et le Major Beresford de l'utilité d'une attaque de UNIT. Pendant ce temps, le Krynoïd commence à contrôler les plantes alentours qui se mettent à étouffer les humains. Chase est subjugué par ces plantes vivantes qui selon lui, doivent prendre leurs revanches sur les animaux. Le Docteur revient avec les soldats d'UNIT qui réussissent à mettre le Krynoïd en déroute assez de temps pour qu'ils rentrent dans la demeure.
Face à un Krynoïd de la taille d'une maison qui contrôle les plantes aux alentours, le Docteur demande à l'équipe d'UNIT un bombardement rapide. Pendant ce temps là, Scorby s'enfuit et est étouffé par les plantes, un militaires est tué par Chase qui l'a broyé dans sa machine à compost et tente de le faire avec Sarah Jane. Le Docteur sauve Sarah Jane mais Chase tombe dans la machine et meurt broyé. Le Docteur et Sarah parviennent à s'enfuir à temps avant le bombardement aérien qui détruit le Krynoïd. Ils décident de prendre des vacances bien mérités sur Cassiopée mais atterrissent une nouvelle fois en Antarctique car les coordonnées du TARDIS n'ont pas été remise à jour.

### Continuité
- Le Docteur a été recommandé par le Bureau Mondial de l'Écologie par UNIT. Lors de l'imminence du danger arrive, on lui explique que le Brigadier est sur une affaire à Genève. C'est le dernier épisode des années 1970 à mettre en scène l'organisation.